# 인도네시아의 동티모르 침공
인도네시아의 동티모르 침공은 카네이션 혁명 이후 동티모르 독립혁명전선이 동티모르의 사실상 독립을 이루자, 이를 용납하지 않은 인도네시아가 1975년 12월 7일 개시한 군사작전이다. 미국은 동티모르의 공산화를 우려하여 이를 지원하였다. 동티모르는 인도네시아의 동티모르 점령을 거쳐 독립을 이루었다.